# زبان نیوویایی
نیوویایی (ko e vagahau Niuē) یک زبان پلی‌نزیایی، متعلق به زیرگروه مالایو-پلی‌نزیایی از خانواده زبان‌های آسترونزیایی است. بیشترین ارتباط این زبان با زبان تونگایی و با کمی فاصله سایر زبان‌های پلی‌نزیایی مانند مائوری، ساموایی و هاوایی است. نیوویایی و تونگایی با هم زیر گروه تونگی زبان‌های پلی‌نزیایی را تشکیل می‌دهند. نیوویایی همچنین از زبان ساموایی و زبان‌های نیوویایی شرقی تأثیر پذیرفته‌است.

## گویشوران
در سال ۱۹۹۱ ۱٬۶۰۰ نفر در جزیره نیووی (۹۷٫۴٪ از ساکنان) و همچنین شماری در جزایر کوک، نیوزیلند و تونگا که در مجموع حدود ۸٬۰۰۰ نفر می‌شد، به نیوویایی سخن می‌گفتند؛ بنابراین بیشتر گویشوران نیوویایی در خارج از جزیره ساکن بودند. بیشتر ساکنان نیووی دوزبانه هستند و علاوه بر نیوویایی به زبان انگلیسی نیز مسلط هستند.
در اوایل دهه ۱۹۹۰، ۷۰٪ گویشوران نیوویایی در نیوزیلند زندگی می‌کردند.

## واج‌شناسی
|         | لبی | لثوی  | نرم‌کامی | زبانی |
| ------- | --- | ----- | ------- | ----- |
| انسدادی | p   | t     | k       |       |
| سایشی   | f v | (s)   |         | h     |
| خیشومی  | m   | n     | ŋ       |       |
| روان    |     | l (r) |         |       |

### واکه‌ها
|       | جلو   | جلو  | میانه | میانه | پشت   | پشت |
| بلند  | کوتاه | بلند | کوتاه | بلند  | کوتاه |     |
| ----- | ----- | ---- | ----- | ----- | ----- | --- |
| بالا  | i:    | i    |       |       | u:    | u   |
| میانه | e:    | e    |       |       | o:    | o   |
| پایین |       |      | a:    | a     |       |     |

## نوشتار
خط نیوویایی تا حد زیادی واجی است؛ یعنی یک حرف مخفف یک صدا است و بالعکس.

### الفبا
ترتیب الفبای سنتی که با نام‌های سنتی حروف آورده می‌شود، ā، ē، ī، ō، ū، fā، gā، hā، kā، lā، mō، nū، pī، tī، vī، rō، sā است. توجه داشته باشید که rō و sā در انتها قرار داده می‌شوند.